# Sherbrooke (Île-du-Prince-Édouard)
Pour les articles homonymes, voir Sherbrooke (homonymie).
Sherbrooke est un village de l'Île-du-Prince-Édouard, au Canada, au nord-ouest de Charlottetown.
La municipalité de Sherbrooke fut incorporée en 1972.

## Démographie
| 2001 | 2006 | 2011 | 2016 |
| ---- | ---- | ---- | ---- |
| 178  | 168  | 172  | 159  |